# Площадка 133 (Плесецк)
Площадка № 133 (стартовый комплекс (СК) «Радуга») — действующая пусковая площадка на космодроме «Плесецк». Изначально площадка была построена в конце 1960-х годов для запусков полезной нагрузки (космических аппаратов различного назначения) с помощью ракет-носителей (РН) семейства «Космос». Она имела в своем составе одну наземную пусковую установку (ПУ) 133/3 (первоначальное обозначение ПУ 133/1).
В дальнейшем СК «Радуга» был переоборудован под РН «Космос-3М» 11П865П «Восход» (при этом ПУ получила номер 133/3) и 23 октября 1985 г. с него впервые был осуществлен пуск РН «Космос-3М».
В конце 1990-х годов, ПУ 133/3 была переоборудована для запусков ракет-носителей «Рокот», в соответствии с решением использовать её для коммерческих запусков. Были опасения, что шум во время запуска с ПУ шахтного базирования 175 на космодроме Байконур может привести к вибрации, которая могла бы повредить полезной нагрузке.

## Перечень пусков с площадки
| Дата                  | Ракета-носитель | Полезная нагрузка (тип)       | Космодром/Стартовый комплекс | Результат               |
| --------------------- | --------------- | ----------------------------- | ---------------------------- | ----------------------- |
| 16 марта 1967 года    | Космос-2        | Космос-148 (ДС-П1-И)          | Плесецк-133/1                | Первый запуск, успех    |
| 18 июня 1977 года     | Космос-2        | Космос-919 (ДС-П1-И) № 19     | Плесецк-133/1                | Последний запуск, успех |
| 23 октября 1985 года  | Космос-3М       | Парус                         | Плесецк-133/3                | Первый запуск, неудача  |
| 28 ноября 1985 года   | Космос-3М       | Космос-1704 (Парус)           | Плесецк-133/3                | Первый успешный запуск  |
| 15 января 2013 года   | Рокот/Бриз-КМ   | Космос-2482 (14Ф132 «Родник») | Плесецк-133/3                | Успех                   |
| 15 января 2013 года   | Рокот/Бриз-КМ   | Космос-2483 (14Ф132 «Родник») | Плесецк-133/3                | Успех                   |
| 15 января 2013 года   | Рокот/Бриз-КМ   | Космос-2484 (14Ф132 «Родник») | Плесецк-133/3                | Успех                   |
| 11 сентября 2013 года | Рокот/Бриз-КМ   | Гонец-М № 14 (Гонец-М)        | Плесецк-133/3                | Успех                   |
| 11 сентября 2013 года | Рокот/Бриз-КМ   | Гонец-М № 16 (Гонец-М)        | Плесецк-133/3                | Успех                   |
| 11 сентября 2013 года | Рокот/Бриз-КМ   | Гонец-М № 17 (Гонец-М)        | Плесецк-133/3                | Успех                   |
| 23 мая 2014 года      | Рокот/Бриз-КМ   | Космос-2496 (14Ф132 «Родник») | Плесецк-133/3                | Успех                   |
| 23 мая 2014 года      | Рокот/Бриз-КМ   | Космос-2497 (14Ф132 «Родник») | Плесецк-133/3                | Успех                   |
| 23 мая 2014 года      | Рокот/Бриз-КМ   | Космос-2498 (14Ф132 «Родник») | Плесецк-133/3                | Успех                   |
| 3 июля 2014 года      | Рокот/Бриз-КМ   | Гонец-М № 18 (Гонец-М)        | Плесецк-133/3                | Успех                   |
| 3 июля 2014 года      | Рокот/Бриз-КМ   | Гонец-М № 19 (Гонец-М)        | Плесецк-133/3                | Успех                   |
| 3 июля 2014 года      | Рокот/Бриз-КМ   | Гонец-М № 20 (Гонец-М)        | Плесецк-133/3                | Успех                   |
| 31 марта 2015 года    | Рокот/Бриз-КМ   | Гонец-М № 21 (Гонец-М)        | Плесецк-133/3                | Успех                   |
| 31 марта 2015 года    | Рокот/Бриз-КМ   | Гонец-М № 22 (Гонец-М)        | Плесецк-133/3                | Успех                   |
| 31 марта 2015 года    | Рокот/Бриз-КМ   | Гонец-М № 23 (Гонец-М)        | Плесецк-133/3                | Успех                   |
| 31 марта 2015 года    | Рокот/Бриз-КМ   | Космос-2504                   | Плесецк-133/3                | Успех                   |
| 24 сентября 2015 года | Рокот/Бриз-КМ   | Космос-2507 («Родник-С»)      | Плесецк-133/3                | Успех                   |
| 24 сентября 2015 года | Рокот/Бриз-КМ   | Космос-2508 («Родник-С»)      | Плесецк-133/3                | Успех                   |
| 24 сентября 2015 года | Рокот/Бриз-КМ   | Космос-2509 («Родник-С»)      | Плесецк-133/3                | Успех                   |
| 16 февраля 2016 года  | Рокот/Бриз-КМ   | Sentinel-3A                   | Плесецк-133/3                | Успех                   |
| 4 июня 2016 года      | Рокот/Бриз-КМ   | Космос-2517 (Гео-ИК-2)        | Плесецк-133/3                | Успех                   |
| 13 октября 2017 года  | Рокот/Бриз-КМ   | Sentinel-5P                   | Плесецк-133/3                | Успех                   |
| 25 апреля 2018 года   | Рокот/Бриз-КМ   | Sentinel-3                    | Плесецк-133/3                | Успех                   |
| 30 ноября 2018 года   | Рокот/Бриз-КМ   | Родник (14Ф132)               | Плесецк-133/3                | Успех                   |
| 30 августа 2019 года  | Рокот/Бриз-КМ   | Гео-ИК-2 № 13Л                | Плесецк-133/3                | Успех                   |
| 27 декабря 2019 года  | Рокот/Бриз-КМ   | Гонец-М № 24Л                 | Плесецк-133/3                | Успех                   |
| 27 декабря 2019 года  | Рокот/Бриз-КМ   | Гонец-М № 25Л                 | Плесецк-133/3                | Успех                   |
| 27 декабря 2019 года  | Рокот/Бриз-КМ   | Гонец-М № 26Л                 | Плесецк-133/3                | Успех                   |
| 27 декабря 2019 года  | Рокот/Бриз-КМ   | Блиц-М                        | Плесецк-133/3                | Успех                   |